# Angochitina
Angochitina — вимерлий рід хітинозоїдів. Вперше його описав Альфред Айзенак у 1931 році.

## Види
- A. ambrosi Schweineberg, 1987
- A. capillata Eisenack, 1937
- A. ceratophora Eisenack, 1964
- A. communis Jenkins, 1967
- A. crassispina Eisenack, 1964
- A. curvata Nõlvak et Grahn, 1993
- A. echinata Eisenack, 1931
- A. elongata Eisenack, 1931
- A. filosa Eisenack, 1955
- A. hansonica Soufiane et Achab, 2000
- A. lebaica Eisenack, 1972
- A. longicollis Eisenack, 1959
- A. multiplex (Schallreuter, 1963)
- A. paucispinosa Miller, Sutherland et Dorning, 1997
- A. plicata Noetinger, di Pasquo & Starck 2018[2]

## Поширення скам'янілостей
Скам'янілості Angochitina були знайдені в: 
Ордовицький період
- Піргуський та Вормський яруси, Естонія

Силурійський період
- Формація Вутубулаке, Китай
- Формації Копаніна та Пожари, Чехія
- Формація Велісе, Естонія
- Формація Робледо, Іспанія
- Малиновецький горизонт, Україна

Девонський період
- північно-західна Аргентина
- Формація Гарра, Австралія
- Лохковська формація, Чехія
- Формації Сен-Сенер і Арморік, Франція

Кам'яновугільний період
- Другий Абденський сланець, Велика Британія